# Molophilus (Molophilus) guatemalensis
Molophilus (Molophilus) guatemalensis is een tweevleugelige uit de familie steltmuggen (Limoniidae). De soort komt voor in het Neotropisch gebied.